# Qcow2
Qcow est un format d'image disque utilisé par QEMU, un hyperviseur de machine virtuelle qui s'exécute à l'intérieur d'un autre système d'exploitation.
Qcow signifie QEMU Copy On Write et utilise une stratégie d'optimisation de stockage sur disque qui retarde l'allocation de stockage jusqu'à ce que cela soit réellement nécessaire.
Les fichiers au format qcow peuvent contenir une variété d'images disque qui sont généralement associées à des systèmes d'exploitation invités spécifiques.
Il existe deux versions du format : qcow et qcow2, qui utilisent respectivement les extensions de fichier .qcow et .qcow2.